# Royaume-Uni de Kakhétie-Héréthie
Royaume-Uni de Kakhétie-Héréthie
(ka) კახეთ-ჰერეთის გაერთიანებული სამეფო (k’akhet-heretis gaertianebuli samepo)
Le Royaume-Uni de Kakhétie-Héréthie ( géorgien : კახეთ-ჰერეთის გაერთიანებული სამეფო ) était une monarchie géorgienne du début du Moyen Âge située dans l'est de la Géorgie, centrée sur la province de la Kakhétie, avec sa capitale d'abord à Telavi. Il est apparu vers c.1014 après JC, sous la direction du dirigeant énergique de la principauté de Kakhétie, Kvirike III le Grand, qui a finalement vaincu le roi d'Héréthie et s'est couronné roi des royaumes unifiés de Kakhétie et d'Héréthie. À partir de cette époque et jusqu'en 1104, le royaume était un État indépendant et séparé du Royaume uni de Géorgie. Le royaume comprenait des territoires allant de la rivière Ksani (frontière ouest) à la rivière Alijanchay (frontière est) et de Didoeti (frontière nord) vers le sud le long de la rivière Mtkvari (frontière sud).

## Histoire du Royaume

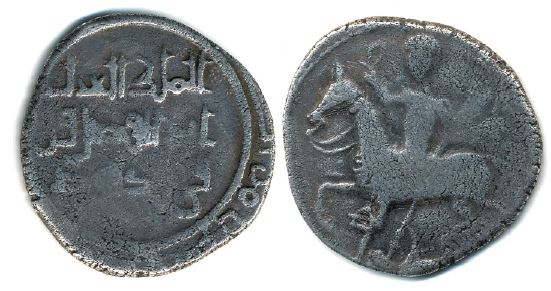
Pièce de monnaie de Kvirike III, type arabographique sans lettres géorgiennes.

Après le décès de Bagrat en 1014, Kvirike III, fils du prince kakhétien déchu David, récupéra la couronne. Il prit également le contrôle de la région voisine d'Héréthie et se proclama roi de Kakhétie et d'Héréthie. Il établit Telavi comme capitale, malgré les revendications des nobles héréthiens qui préféraient Shaki, et fit construire un palais à Bodoji, près de Tianeti. Grâce à ses réformes administratives, le royaume fut divisé en sept duchés : Rustavi, Kveteri, Pankisi, Shtori, Vejini, Khornabuji et Machi. Sous le règne de Kvirike III, le royaume connut une période de puissance politique et de prospérité.
Initialement, les rois de Kakhétie-Héréthie étaient alliés aux autres rois géorgiens dans leurs luttes contre les envahisseurs étrangers. En 1022, Kvirike III envoya des renforts à Georges Ier de Géorgie contre l'Empire byzantin, mais ils furent défaits par l'armée impériale. En 1027, Kvirike rejoignit les forces combinées de Bagrat IV de Géorgie, dirigées par Liparit Baguashi et Ivane Abazasdze, ainsi que l'émir Jaffar de Tiflis et le roi arménien David Ier de Lori, pour affronter l'émir Shaddadid d'Arran, Fadhl II, qui fut vaincu de manière décisive à la rivière Eklez. Vers 1029, Kvirike III repoussa une invasion menée par le roi alain Urdure, qui avait traversé les montagnes du Caucase pour envahir la Kakhétie-Héréthie et dévaster Tianeti. Le roi Urdure fut tué au combat.
Au sommet de son pouvoir et de son prestige, Kvirike fut assassiné lors d'une partie de chasse en 1037/39. Selon l'historien géorgien Vakhushti, cet acte fut perpétré par un esclave alain de Kvirike cherchant à venger la mort du roi Urdure. À la mort de Kvirike, la Kakhétie-Héréthie fut temporairement annexée au Royaume de Géorgie.
Kvirike III, le dernier souverain Arevmaneli, mourut sans héritier mâle. En 1039, le fils de sa sœur, Gagik, parvint à restaurer la monarchie avec le soutien de la noblesse kakhétienne et héréthienne, devenant ainsi le premier monarque kvirikide de Kakhétie-Héréthie. Grâce à des manœuvres politiques habiles entre Bagrat IV et le puissant seigneur de guerre géorgien Liparit Orbeli, Gagik réussit à conserver sa couronne et l'intégrité territoriale de son royaume. Il soutint Bagrat dans ses campagnes contre l'émirat de Tbilissi, mais lorsque le roi de Géorgie tenta de s'emparer des possessions de Gagik en Héréthie, ce dernier s'allia à Liparit lors de la rébellion de 1046-47 contre Bagrat IV, assurant ainsi un contrôle relativement stable de ses territoires.
Gagik fut ensuite remplacé par son fils Aghsartan Ier, dont le règne coïncida avec les invasions seldjoukides en Géorgie et les efforts persistants des rois bagratides géorgiens pour unifier toutes les entités politiques géorgiennes en un seul grand royaume.

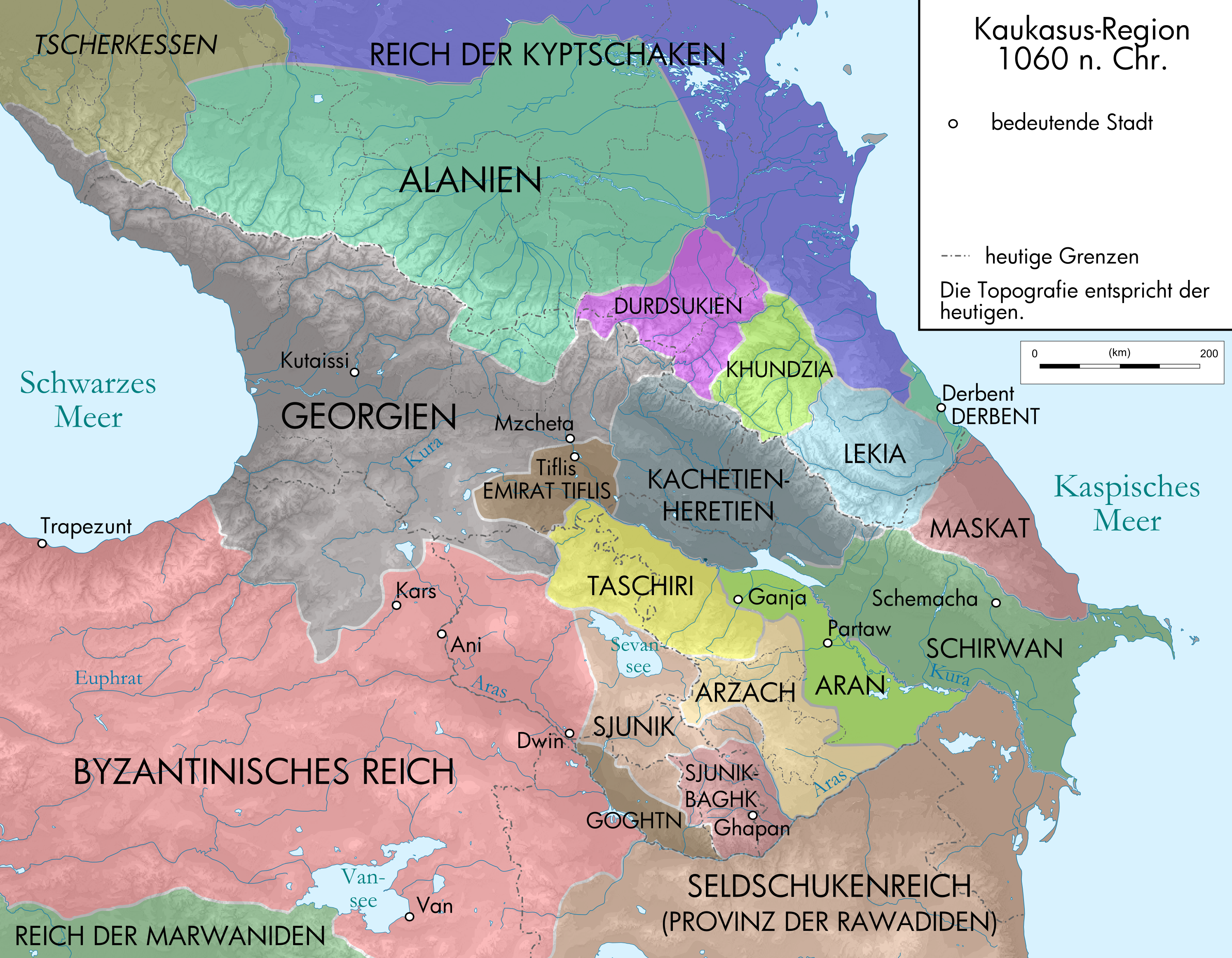
Royaume de Kakhétie dans les années 1060 après J.-C.

En 1068, Aghsartan se soumit au sultan seldjoukide Alp Arslan, acceptant de payer un tribut en échange du soutien turc contre le roi Bagrat IV de Géorgie, qui avait annexé une partie du territoire kakhéto-héréthien. Il continua sa lutte contre la politique centralisatrice de la couronne géorgienne sous le règne de George II, successeur de Bagrat, en s'alliant d'abord au clan rebelle des Liparitides. Cependant, il transféra ensuite sa loyauté à George II, l'aidant à contrer l'opposition féodale et à combattre l'invasion de 1074 menée par le sultan seldjoukide Malik Shah I.
Lorsque George II fit la paix avec Malik Shah au début des années 1080, ce dernier reconnut le roi de Géorgie comme le seul maître légitime de la Kakhétie et de l'Héréthie, et lui fournit une force seldjoukide pour conquérir la région. George II, à la tête d'une armée combinée géorgienne-seldjoukide, assiégea la forteresse kakhétienne de Vezhini, mais échoua à la prendre et se retira.
Aghsartan saisit immédiatement cette opportunité pour renouveler sa loyauté envers les Seldjoukides. Il se rendit auprès de Malik Shah, embrassa l'islam et obtint ainsi la protection des Seldjoukides contre les ambitions du roi de Géorgie.
Aghsartan Ier mourut en 1084 et fut remplacé par son fils Kvirike IV, qui poursuivit la même politique de soumission à la dynastie seldjoukide et s'opposa au roi géorgien David IV. Ce dernier menait une politique intérieure et étrangère vigoureuse visant à affirmer l'intégrité de la Géorgie et son hégémonie dans le Caucase. Kvirike IV perdit la forteresse de Zedazeni au profit de David IV, mais parvint tout de même à assurer la succession à son fils Aghsartan II.
Les chroniqueurs géorgiens médiévaux décrivent Aghsartan II comme un homme frivole dont le règne incompétent poussa de nombreux nobles à s'opposer à lui. En 1105, Aghsartan II fut arrêté par ses vassaux, les princes Areshiani d'Héréthie, et remis au roi David IV de Géorgie. Ce dernier annexa finalement le royaume de Kakhétie-Héréthie au royaume géorgien unifié.
Le territoire du royaume de Kakhétie fut alors divisé en plusieurs unités administratives : le duché de Kakhétie, le duché d'Héréthie, la banque de Khornabuji et le « pays d'Arishini ».

### Rois
- Kvirike III (1010-1037)
- Gagik (1037-1058)
- Aghsartan Ier (1058-1084)
- Kvirike IV (1084-1102)
- Aghsartan II (1102-1104)